# Андерсон, Джон (1929)
Джон А́ндерсон (англ. John Anderson; 8 декабря 1929, Бархед, Ренфрушир — 22 августа 2001, Лестер, Восточный Мидленд) — шотландский футболист, играл на позиции вратаря. Участник чемпионата мира 1954 года.

## Биография

### Клубная карьера
В декабре 1948 года Андерсон перешёл в клуб Второго дивизиона «Лестер Сити». Дебютировал за «Лестер» 6 апреля 1949 года в матче против «Барнсли» — «Лестер» проиграл ту встречу со счётом 3:1. В составе «лис» Андерсон два раза выиграл Второй дивизион в 1954 и 1957 годах и при этом пять сезонов он был основным вратарём.
В сезоне 1959/60 он проиграл конкуренцию Гордону Бэнксу и перешёл в «Питерборо Юнайтед». Затем он в течение некоторого времени играл за «Нанитон Боро» и завершил игровую карьеру.

### Карьера в сборной
Дебютировал за сборную Шотландии 25 мая 1954 года в матче против сборной Финляндии; шотландцы выиграли тот матч со счётом 2:1. Это был его единственный матч за сборную. Был включён в состав сборной Шотландии для участия на чемпионате мира 1954 года, но на турнир так и не поехал.

### Смерть
Скончался 22 августа 2001 года в Лестере в возрасте 71 года.